# 花花足球會
花花足球會（Double Flower Football Association，簡稱花花），成立於1979年，現時於香港丙組聯賽作賽。90年代曾獲電子字典品牌快譯通借用會籍，以快譯通名義出戰甲組聯賽（頂級），並兩度獲得聯賽冠軍及共四項盃賽冠軍。
現由名譽會長楊瀚業及前球員趙俊傑協助管理，趙俊傑 在2022-2023球季起協助管理球隊並一直努力尋找資源發展這間歷史悠久的球會，2022-2023年度球隊因倉促成軍，就算季中加入數位有經驗前職業球員包括：郭劍橋、黎耀昌、陸柏熹及梁志榮等，但亦未能阻止上半季未曾獲得勝利的球隊降班，2023-2024年度球隊在覓得更多支持下嘗試組織一支較強隊伍爭取升班，該季花花足球會曾在頭7場比賽獲得全勝及不失球之紀錄，眼看形勢不錯，球隊主力張澤瑋 及梁國威接連受傷加上球隊後備兵源不足與贊助商出現問題下球隊以第三名完成未能升班。
2024-2025之賽季因上一球季贊助商出現問題下，領隊兼行政總監趙俊傑最初跟球會溝通決定放棄繼續協助管理，幸得花花其中一位教練沈皓暉介紹認識現任名譽會長楊瀚業先生，楊先生願意支持球隊下球隊得以保留部分主力繼續作賽，球隊最初目標為中上游。但隨著球隊表現如預期一樣發揮一般，名譽會長楊瀚業先生決定增加資源為球隊加入連拿度及劉學銘2名前知名球員一度讓球隊對爭取升班看見希望，及後隨著球隊再次因球員受傷加上球隊後備兵源不足問題不斷失分下，球隊最終以更差的第8名完成賽事。

## 球隊歷史

### 1979年
花花由居住在蘇屋邨的一班熱愛足球人士組成，當時註冊地址是蘇屋邨蘭花樓，最初只參加小型足球比賽，後來加入香港丙組足球聯賽角逐。

### 1981-82球季
花花獲得香港丙組足球聯賽總亞軍，首次升上乙組作賽。

### 1984-85球季
花花獲得香港乙組足球聯賽季軍，由於冠軍港燈退出、亞軍港會拒绝升班，花花遂以後補資格首次升上甲組作賽。

### 1985-86球季
花花升上甲組後首場聯賽面對前七屆冠軍精工，下半場曾一度領先3–2，可惜後勁不繼連失五球反負3-7，其後表現漸入佳境，聯賽首循環打進前六名獲六強杯參賽資格，次循環再對精工時成功逼和對手，最終獲得第五名，並奪得五人賽冠軍，首席守門員劉棟平入選香港足球代表隊。

### 1986-87球季
著名練馬師簡炳墀出任會長，欲大展拳腳，惟由於升班首季表現出色，加上足總實施球員本地化政策，規定所有球員必須在香港出生或居港滿七年，外援被迫離港，多名華人主力離隊他投，花花被迫組青春班參賽，多名青年軍球員被提升上一隊，長期位居聯賽榜末，首循環僅險勝警察得兩分，銀牌賽苦戰下以1-0淘汰港會打人四強。次循環表現好轉，最後三場聯賽全勝，先後擊敗荃灣 (4–3)、警察 (2–0) 及南華 (1–0), 另賽和三仗，及時扭轉落後港會六分之劣勢，以較佳得失球差反壓得第六名成功護級。由於南華於最後一場對花花的聯賽沒有派遣巴貝利及尹志強等主力前鋒上陣，令人質疑該隊是否因曾收受利益而故意排出較弱陣容應戰。港會遂向廉政公署投訴花花利誘對手打假波，廉署於1987年9月11日清晨突擊搜查球會宿舍及帶走多名職球員和大量文件返總部協助調查，並親赴沙田馬場拘捕簡炳墀，惟最終未起訴任何人，足總亦無後續行動，港會及後降回乙組。

### 1987-88球季
花花獲得甲組第五名。

### 1988-89球季
花花獲得原南華足主林建岳家族旗下之麗新集團冠名贊助，改名為麗新花花，林帶同數名南華主力球員加盟，包括黃文財、黃國安、張志德、賴羅球、余國森、黎永昌及尹志強，獲得聯賽季軍、總督盃及足總盃雙料冠軍，從保濟丸來投的前鋒麥松偉成為該季首席射手。黃文財於季後離港返回新加坡發展，尹志強季後退役。

### 1989-90球季
足總取消實行了3季的『全華班』政策，准許每隊註冊2名非本地球員上陣。麗新集團借用「升班馬」保濟的會籍直接以麗新名義參賽，林建岳帶同前一季隨其由南華來投的球員過檔麗新，花花復用原名參賽，適逢荃灣退出聯賽，原足主譚永泉帶同數名主力球員加盟，並簽入英國外援艾士勤及米頓，獲得聯賽殿軍。

### 1991-92球季
花花被電子字典生產商快譯通收購，並易名為快譯通參賽，快譯通出戰甲組聯賽期間，大灑金錢羅致外援及頂級本地球員，成為雄霸一方的勁旅，曾經兩度壓倒南華奪得聯賽冠軍，亦曾獲得三次足總盃冠軍，戰績輝煌。此外，亦與另一支電子字典商好易通同時在甲組比賽，形成「電子字典打吡」，成為一時佳話。快譯通出戰甲組聯賽長達十年，直至2001年夏天因球市不景宣布退出，將會籍交還給花花，花花復用原名參賽。

### 2002-03球季
花花於甲組聯賽 8 支球隊名列第 7，降回乙組作賽。

### 2008-09球季
花花在降回乙組後一直於中下游浮沉。更在2008–09年乙組聯賽深陷降班漩渦，於該季最後一輪聯賽護級大戰中，花花以 1–1 賽和東寶，以 18 戰 5 勝 2 和 11 負得 17 分的成績，一分力壓東寶，排在聯賽第 8 位，成功保住乙組席位。

### 2009-10及2010-11球季
花花將會籍借給駿昇足球會，球隊改稱駿昇花花，並承繼駿昇大中的升班功臣班底，包括：招重文、陳豪文、劉子亮、楊熙智、張耀聰、姚學文、蘇尚貴、林曉峰、朱偉霖，以及前香港足球代表隊成員李思明，加上前香港足球先生山度士客串，爭取重返甲組，惟花花於該兩季最終只得季軍，未能重返甲組。2011-12年球季，花花成功招攬兩名前香港足球代表隊成員賴啟卓、陳耀麟加盟，連同原有李思明、張耀聰、姚學文、朱偉霖、蔡仲賢等前甲組球員，展現出爭升班實力，惟最終只得第五名。

### 2012-13球季
花花只保留舊將前甲組球員張耀聰，以及羅致上屆效力屯門的劉業華、前消防球員劉少汶。

### 2015-16球季
花花羅致鐘灝庭、劉嘉城及陳豪文增強實力。

### 2018-19球季
花花尾二降落乙組。

### 2021-22球季
花花因發生會籍糾紛而被足總禁止參賽，球會於2022年5月6日入稟香港高等法院，民事指控包括球會創始人袁新、傳媒人何靜江等6人，冒認球會發表一系列言論，令球會蒙受損失，要求法庭下達禁制令，禁制相關侵權行為，另要求眾人就事件賠償 （页面存档备份，存于）。

### 2022-23球季
22-23球季，翱翔足球發展有限公司創辦人趙俊傑獲邀協助花花足球會管理球隊，在準備時間和預算有限下在乙組打拼，感謝贊助人及贊助商柏林珠寶支持，於季中加入黎耀昌、郭劍橋以及梁志榮等前職業球員加盟，可惜最後護級失敗並降落丙組。

### 2023-24球季
在贊助人大力支持下，領隊趙俊傑組織了一支較具競爭力的球隊，挑戰丙組升班資格，一衆實力好手加盟花花，當中包括梁國威、陳衍光、江炳龍等等，可惜季中其中一位贊助人出現問題，在影響軍心期間球隊亦接連失利，雖然及後重整旗鼓，但為時已晚，最終只能以第三名完成賽季。

### 2024-25球季
季前一度尋找班費不果，幸得名譽會長楊瀚業支持，花花亦得以順利組軍參賽，因為組軍時間緊絀，部份球員已轉會至其他友會，只保留幾位經驗球員留效，配合一衆年青球員作賽，由於開季成績並不理想，楊會長再加碼讓球隊邀請連拿度、劉學銘等數位球員加盟。最終花花以第8名完成球季。

### 2025-26球季
2025-2026賽季，花花獲名譽會長楊瀚業支持，加上新贊助商合作。得以再次組織一支有競爭力的球隊，務求於賽季中爭奪聯賽冠軍及升班資格。

## 球會榮譽
| 榮譽            | 次數        | 年度                                                                    |
| 本 土 聯 賽     | 本 土 聯 賽 | 本 土 聯 賽                                                             |
| --------------- | ----------- | ----------------------------------------------------------------------- |
| 甲組聯賽 冠軍   | 2           | 1995-96年、1997-98年（快譯通名義）                                      |
| 本 土 盃 賽     |             |                                                                         |
| 總督盃 冠軍     | 2           | 1988-89年 (麗新花花名義)、1995-96年（快譯通名義）                       |
| 香港足總盃 冠軍 | 4           | 1988-89年 (麗新花花名義)、1996-97年、1997-98年、2000-01年（快譯通名義） |

## 亞洲賽事成績

### 快譯通名義
| 赛季      | 赛事             | 轮次   | 国家     | 球会           | 比分      |
| --------- | ---------------- | ------ | -------- | -------------- | --------- |
| 1997球季  | 亚洲俱乐部锦标赛 | 第一轮 | 中国     | 上海申花       | 1–2*, 0–4 |
| 1999球季  | 亚洲俱乐部锦标赛 | 第一轮 | 日本     | 磐田喜悦       | 0–3*, 0–4 |
| 94/95球季 | 亞洲盃賽冠軍盃   | 第一轮 |          | 轮空           |           |
|           |                  | 第二轮 | 斯里蘭卡 | 瑞诺体育俱乐部 | 0–2, 0–4* |
|           |                  | 八强   | 日本     | 橫濱飛翼       | 2–1*, 1–3 |
| 97/98球季 | 亞洲盃賽冠軍盃   | 第一轮 | 新加坡   | 新加坡军团     | 2–3*, 1–3 |

## 職球員名單

### 管理層名單 (2024/25球季丙組)
| 名譽會長：     | 楊瀚業 |
| 名譽主任：     | 鄧顯昌 |
| 名譽顧問：     | 簡家輝 |
| 行政總監：     | 趙俊傑 |
| 行政主任：     | 沈皓暉 |
| 業務發展經理： | 丘駿宏 |

### 職員名單 (2024/25球季丙組)
| 領隊：         | 趙俊傑                 |
| 總教練：       | 陸柏熹                 |
| 助教：         | 黎耀昌、劉天祥、陳振偉 |
| 守門員教練：   | 李子豪                 |
| 體適能教練：   | 李子豪                 |
| 運動創傷顧問： | 李子豪                 |

### 球員名單 (2024/25球季丙組)
| 號碼   | 國籍        | 球員名字                   | 出生日期       | 加盟年份 | 前屬球會       | 備註                       |
| 守門員 | 守門員      | 守門員                     | 守門員         | 守門員   | 守門員         | 守門員                     |
| ------ | ----------- | -------------------------- | -------------- | -------- | -------------- | -------------------------- |
| 19     | 香港        | 黃偉聰 (Wong Wai Chung)    | 1994年12月4日  | 2022年   | 深水埗         |                            |
| 34     | 香港 · 中国 | 郭劍橋 (Guo Jianqiao)      | 1986年7月20日  | 2023年   | 聖約瑟         |                            |
| 後衛   |             |                            |                |          |                |                            |
| 2      | 香港        | 李子豪 (Lee Chi Ho)        | 1984年2月8日   | 2022年   | 鴻毅           | 兼任守門員教練、體適能教練 |
| 3      | 香港        | 黃林峰 (Wong Lam Fung)     | 2002年11月1日  | 2022年   | 淦源           |                            |
| 5      | 香港        | 沈皓暉 (Sim Ho Fai)        | 1997年5月26日  | 2022年   | 佳寶           | 兼任行政主任               |
| 6      | 香港        | 黃子豪 (Wong Tsz Ho)       | 1987年9月17日  | 2024年   | 自由身         |                            |
| 17     | 香港        | 葉旻希 (Ip Man Hei, Sunny) | 1997年10月19日 | 2023年   | 自由身         |                            |
| 22     | 香港        | 梁愷裕 (Leung Hoi Yue)     | 2001年1月3日   | 2024年   | 東昇           |                            |
| 27     | 香港        | 陳衍光 (Chan Hin Kwong)    | 1988年2月27日  | 2023年   | 葛士寶         | 副隊長                     |
| 28     | 香港        | 楊瀚業 (Yeung Hon Yip)     | 1981年9月9日   | 2024年   | 自由身         | 兼任名譽會長               |
| 37     | 香港        | 張啓浩 (Cheung Kai Ho)     | 1991年4月11日  | 2022年   | 自由身         |                            |
| 38     | 香港        | 趙俊傑 (Chiu Chun Kit)     | 1983年10月4日  | 2022年   | 公民           | 兼任領隊                   |
| 68     | 香港        | 陸柏熹 (Luk Pak Hei)       | 1990年1月14日  | 2022年   | 北區           | 兼任總教練                 |
| 74     | 香港        | 梁國威 (Leung Kwok Wai)    | 1986年2月23日  | 2023年   | 北區           | 副隊長                     |
| 中場   |             |                            |                |          |                |                            |
| 8      | 香港        | 秦君利 (Tsun Kwan Lee)     | 1998年10月11日 | 2022年   | 南區           |                            |
| 11     | 香港        | 林志烯 (Lam Chi Hei)       | 2002年3月2日   | 2024年   | 晨曦           |                            |
| 12     | 香港        | 黎耀昌 (Lai Yiu Cheong)    | 1988年9月25日  | 2023年   | 荃灣           | 隊長、兼任助教             |
| 13     | 香港        | 翁家俊 (Yung Ka Chun)      | 2006年2月25日  | 2024年   | 深水埗         |                            |
| 14     | 香港        | 潘彥生 (Poon Yin Sang)     | 1999年5月26日  | 2024年   | 自由身         |                            |
| 44     | 香港        | 關璐嘉 (Kwan Lo Ka)        | 1991年2月2日   | 2024年   | 駿達           |                            |
| 前鋒   |             |                            |                |          |                |                            |
| 10     | 香港        | 梁傳昕 (Leung Chuen Yan)   | 1989年         | 2024年   | 自由身         |                            |
| 18     | 香港        | 陳家健 (Chan Ka Kin)       | 1982年5月6日   | 2023年   | 自由身         |                            |
| 23     | 香港        | 温進橋 (Wan Chun Kiu)      | 2003年8月12日  | 2024年   | 青嵐(五人丙組) |                            |
| 30     | 香港        | 陳淦浩 (Chan Kam Ho)       | 2002年7月13日  | 2023年   | 元朗           |                            |

## 歷任主教練
- 陸柏熹：2024 - 至今（總教練）
- 趙俊傑: 2022 - 至今（領隊）
- 余達鳴：2015–2022
- 郭家明：2000–2001
- 古廉權：199X–199X
- 張子岱：1985–1986

## 歷任球隊隊長
- 黎耀昌：2024一至今

## 歷任球隊副隊長
- 梁國威：2024一至今
- 陳衍光：2024一至今

## 外部連結
- 花花足球會的Facebook專頁
- 香港足球總會網頁球會資料 （页面存档备份，存于）
- 駿昇花花官方網站